# گوپالگانج صدار
گوپالگانج صدار (به لاتین: Gopalganj Sadar) یک منطقهٔ مسکونی در بنگلادش است که در ناحیه گوپال‌گنج واقع شده‌است. گوپالگانج صدار ۳۹۱٫۳۵ کیلومتر مربع مساحت و ۲۹۱٬۴۰۹ نفر جمعیت دارد.